# Ferdinand Le Drogo
Ferdinand Le Drogo est un cycliste français né le 10 octobre 1903 à Pontivy (Morbihan) et mort le 23 avril 1976 à Vannes. 

## Biographie
Solide coureur de 1 mètre 83 pour 83 kg, il fait ses débuts de professionnel en 1926. Il est le premier Breton a enfiler le maillot jaune, lors du Tour 1927. Son frère, Paul Le Drogo est également cycliste professionnel.

## Palmarès
- 1923
  - Championnat du Morbihan sur route
  - 3e de Nantes-Les Sables-d'Olonne
- 1924
  - Championnat du Morbihan sur route
- 1926
  - Circuit des As de l'Ouest
  - Tour des Cornouailles
  - Nantes-Les Sables-d'Olonne
  - 3e du GP Wolber
  - 3e du championnat de France sur route
- 1927
  -  Champion de France sur route
  - 5e étape du Tour de France
  - 2e et 6e étapes du Tour de Catalogne
  - 6e de Paris-Tours
  - 7e de Bordeaux-Paris
  - 8e du Tour de Catalogne
- 1928
  -  Champion de France sur route
  - 8e du championnat du monde sur route
- 1929
  - 2e de Paris-Le Havre
  - 7e du championnat du monde sur route
- 1930
  - 3e du championnat de France de sur route
- 1931
  - Rennes-Paris-Rennes
  -  Médaillé d'argent du championnat du monde sur route
  - 2e de Paris-Caen
  - 2e de Paris-Rennes
- 1932
  - 2e du Grand Prix de Plouay
  - 7e de Bordeaux-Paris
- 1936
  - 10e de Paris-Tours

## Résultats sur le Tour de France
2 participations
- 1927 : non-partant (9e étape), vainqueur de la 5e étape,  maillot jaune pendant un jour
- 1929 : abandon (9e étape)